# Peter Empen
Peter Empen (* 20. Januar 1920 in Nordstrand; † 22. April 1971 auf Hallig Hooge) war ein deutscher Politiker (SPD).

## Leben
Empen war von Beruf Schachtmeister. Für die SPD Nordstrand gehörte er zwölf Jahre lang dem Kreistag an. 1966 wurde er Bürgermeister von Nordstrand. 1969 rückte Empen für Klaus Konrad, der in den Bundestag gewählt worden war, über die SPD-Landesliste in den Landtag Schleswig-Holsteins nach. Empen war Mitglied des Ausschusses für Ernährung, Landwirtschaft und Forsten, des Eingabenausschusses und bis September 1970 des Innenausschusses. Im Januar 1970 wurde er Mitglied des Landeswahlausschusses.
Empen starb vor Ablauf der 6. Wahlperiode des Landtags, die am 15. Mai 1971 endete. Für ihn rückte am 29. April 1971 Ernst Fleischner nach.